# Paradrina forsteri
Paradrina forsteri là một loài bướm đêm trong họ Noctuidae.